# Porphyrinia pudorina
Porphyrinia pudorina är en fjärilsart som beskrevs av Otto Staudinger 1889. Porphyrinia pudorina ingår i släktet Porphyrinia och familjen nattflyn. Inga underarter finns listade i Catalogue of Life.